# Koeru (gemeente)
Koeru (Estisch: Koeru vald) is een voormalige gemeente in de Estlandse provincie Järvamaa. In 2011 telde de gemeente 2203 inwoners Op 1 januari 2017 waren dat er 2088. Ze had een oppervlakte van 236,9 km². In oktober 2017 ging de gemeente op in de fusiegemeente Järva. De gemeente vocht de beslissing aan bij het Estische Hooggerechtshof (Riigikohus), maar kreeg geen gelijk.
Tot de landgemeente behoorden 26 dorpen en één wat grotere plaats met de status van alevik (vlek): de hoofdplaats Koeru.
In deze gemeente bevond zich het hoogste bouwwerk van Estland: de 349,5 m hoge zendmast van Koeru, die in 1976 in gebruik werd genomen. Hij wordt doorgaans ‘zendmast van Koeru’ genoemd, maar staat in het buurdorp Kapu.
De plaats Koeru heeft een aan Maria Magdalena gewijde kerk (Maarja Magdaleena kirik), waarvan de geschiedenis teruggaat tot de 13de eeuw.

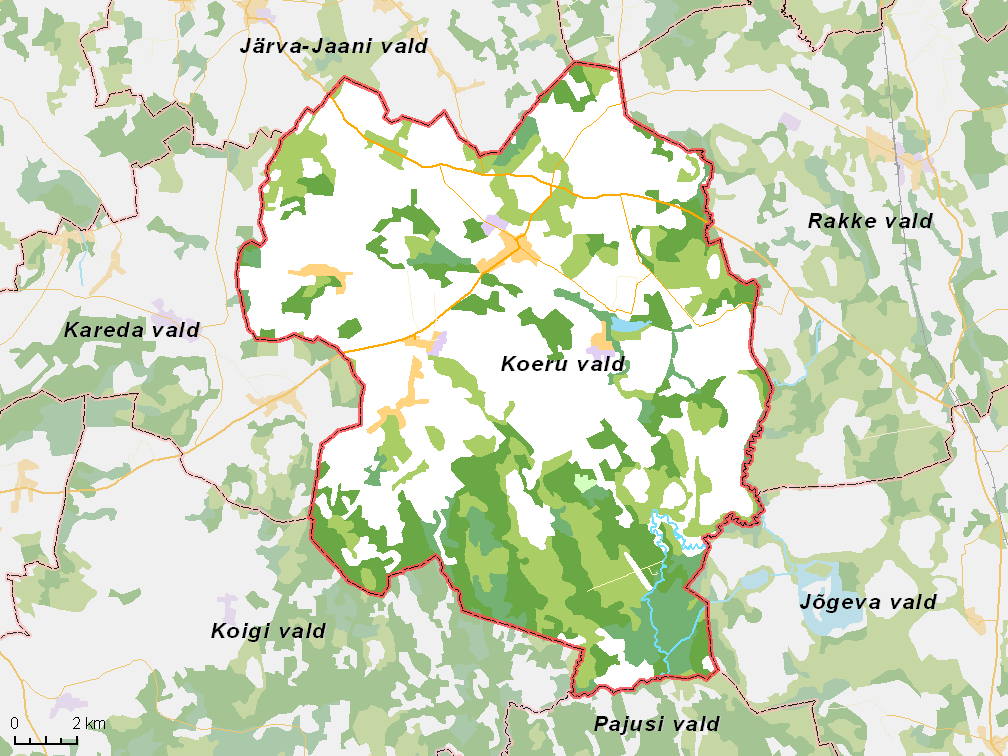
De gemeente met omliggende gemeenten, situatie begin 2017